# 特爾日奇市鎮

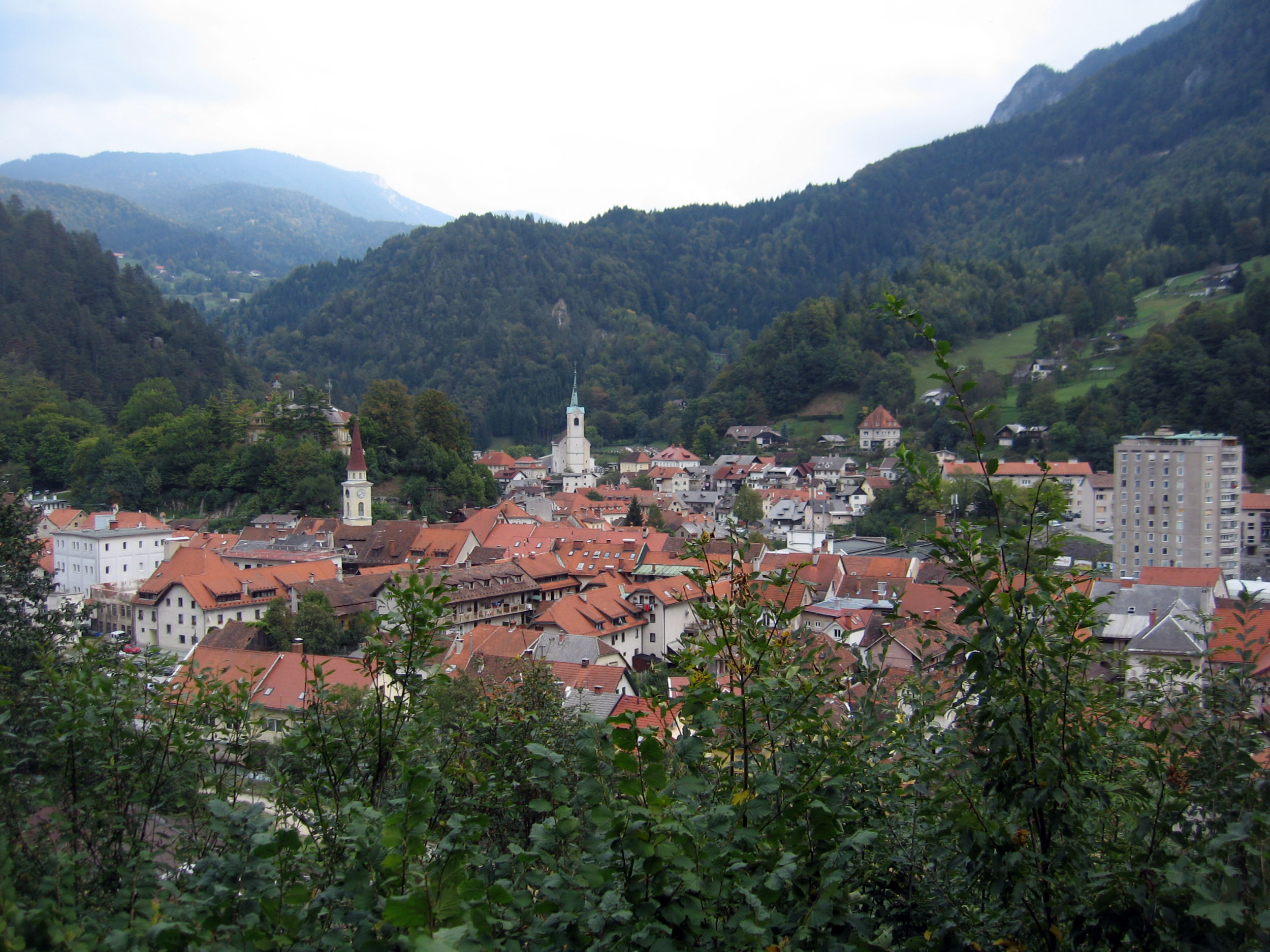

特爾日奇市鎮是斯洛文尼亞北部的一個市镇，行政中心為特爾日奇，与奥地利接壤。市镇面積为155.4平方公里，海拔高度411米，2016年人口数量为14,839人。该市镇设立于1994年。
該地在1811年發生的火災燒毀150間房屋，造成75人死亡。

## 外部連結
- 官方网站  （斯洛文尼亚文）